# Liste der Monuments historiques in Clos-Fontaine
Die Liste der Monuments historiques in Clos-Fontaine führt die Monuments historiques in der französischen Gemeinde Clos-Fontaine auf.

## Liste der Objekte
| Bezeichnung | Beschreibung           | Standort                        | Kennzeichnung | Schutzstatus | Datum | Bild |
| ----------- | ---------------------- | ------------------------------- | ------------- | ------------ | ----- | ---- |
| Grabplatte  | Stein, 16. Jahrhundert | in der Kirche St-Laurent (Lage) | PM77000398    | Classé       | 1977  |      |